# 中华人民共和国军事检察院列表
中华人民共和国军事检察院列表列出中华人民共和国各级军事检察院。军事检察院是中华人民共和国的一种专门人民检察院。
深化国防和军队改革中，自2016年6月起，中华人民共和国的军事检察院进行了调整组建。

## 现行编制
- 中国人民解放军军事检察院↑中华人民共和国最高人民检察院
  - 中国人民解放军东部战区军事检察院
    - 中国人民解放军上海军事检察院
    - 中国人民解放军南京军事检察院
    - 中国人民解放军杭州军事检察院
    - 中国人民解放军合肥军事检察院
    - 中国人民解放军福州军事检察院

  - 中国人民解放军南部战区军事检察院
    - 中国人民解放军长沙军事检察院
    - 中国人民解放军广州军事检察院
    - 中国人民解放军南宁军事检察院
    - 中国人民解放军海口军事检察院
    - 中国人民解放军昆明军事检察院
    - 中国人民解放军驻香港部队军事检察院

  - 中国人民解放军西部战区第一军事检察院
    - 中国人民解放军成都军事检察院
    - 中国人民解放军拉萨军事检察院

  - 中国人民解放军西部战区第二军事检察院
    - 中国人民解放军兰州军事检察院
    - 中国人民解放军西宁军事检察院
    - 中国人民解放军乌鲁木齐军事检察院

  - 中国人民解放军北部战区军事检察院
    - 中国人民解放军呼和浩特军事检察院
    - 中国人民解放军沈阳军事检察院
    - 中国人民解放军哈尔滨军事检察院
    - 中国人民解放军济南军事检察院

  - 中国人民解放军中部战区军事检察院
    - 中国人民解放军北京军事检察院
    - 中国人民解放军石家庄军事检察院
    - 中国人民解放军郑州军事检察院
    - 中国人民解放军武汉军事检察院
    - 中国人民解放军西安军事检察院

  - 中国人民解放军总直属军事检察院
    - 中国人民解放军直属军事检察院

## 2016年改革前的编制
2016年军事司法体制改革前，中华人民共和国的军事检察院分中国人民解放军军事检察院、大单位军事检察院、基层军事检察院。以下是2016年改革前的军事检察院列表：
- 中国人民解放军军事检察院↑中华人民共和国最高人民检察院
  - 中国人民解放军海军军事检察院
    - 中国人民解放军海军北海舰队军事检察院
    - 中国人民解放军海军东海舰队军事检察院
    - 中国人民解放军海军南海舰队军事检察院
    - 中国人民解放军海军直属军事检察院

  - 中国人民解放军空军军事检察院
    - 中国人民解放军沈阳军区空军军事检察院
    - 中国人民解放军北京军区空军军事检察院
    - 中国人民解放军兰州军区空军军事检察院
    - 中国人民解放军济南军区空军军事检察院
    - 中国人民解放军南京军区空军军事检察院
    - 中国人民解放军广州军区空军军事检察院
    - 中国人民解放军成都军区空军军事检察院
    - 中国人民解放军空军直属军事检察院

  - 中国人民解放军第二炮兵军事检察院（2014年3月建立[2]）
    - 中国人民解放军第二炮兵直属军事检察院

  - 中国人民解放军沈阳军区军事检察院
    - 中国人民解放军沈阳军区吉林军事检察院（兼管第16集团军即65301部队的案件）
    - 中国人民解放军沈阳军区黑龙江军事检察院
    - 中国人民解放军沈阳军区直属军事检察院（兼管第39集团军即65521部队、第40集团军即65631部队的案件）

  - 中国人民解放军北京军区军事检察院
    - 中国人民解放军北京军区天津军事检察院（兼管第65集团军即66455部队的案件）
    - 中国人民解放军北京军区河北军事检察院（兼管第38集团军即66393部队的案件）
    - 中国人民解放军北京军区山西军事检察院（兼管第27集团军即66267部队的案件）
    - 中国人民解放军北京军区内蒙古军事检察院
    - 中国人民解放军北京军区直属军事检察院

  - 中国人民解放军兰州军区军事检察院
    - 中国人民解放军兰州军区新疆军事检察院
    - 中国人民解放军兰州军区新疆军事检察院南疆分院
    - 中国人民解放军兰州军区陕西军事检察院（兼管第21集团军即68210部队、第47集团军即68310部队的案件）
    - 中国人民解放军兰州军区青海军事检察院
    - 中国人民解放军第二十试验训练基地军事检察院（位于中国人民解放军第二十试验训练基地即中国酒泉卫星发射中心，隶属中国人民解放军总装备部[3]）
    - 中国人民解放军第二十一试验训练基地军事检察院（位于中国人民解放军第二十一试验训练基地即中国核试验基地，隶属中国人民解放军总装备部[3]）
    - 中国人民解放军兰州军区直属军事检察院

  - 中国人民解放军济南军区军事检察院
    - 中国人民解放军济南军区直属军事检察院（兼管第26集团军即71146部队的案件）
    - 中国人民解放军济南军区河南军事检察院（兼管第20集团军即71320部队、第54集团军即71521部队的案件）

  - 中国人民解放军南京军区军事检察院
    - 中国人民解放军南京军区上海军事检察院
    - 中国人民解放军南京军区浙江军事检察院
    - 中国人民解放军南京军区安徽军事检察院
    - 中国人民解放军南京军区福建军事检察院
    - 中国人民解放军南京军区直属军事检察院（在第1集团军即73011部队、第12集团军即73061部队、第31集团军即73111部队分别设立南京军区直属军事检察院检察员办公室）

  - 中国人民解放军广州军区军事检察院
    - 中国人民解放军广州军区湖北军事检察院
    - 中国人民解放军广州军区湖南军事检察院
    - 中国人民解放军广州军区广西军事检察院（兼管第41集团军即75110部队的案件）
    - 中国人民解放军广州军区海南军事检察院
    - 中国人民解放军驻香港部队军事检察院
    - 中国人民解放军广州军区直属军事检察院（兼管第42集团军即75200部队的案件）

  - 中国人民解放军成都军区军事检察院
    - 中国人民解放军成都军区重庆军事检察院（兼管第13集团军即77100部队的案件）
    - 中国人民解放军成都军区云南军事检察院（兼管第14集团军即77200部队的案件）
    - 中国人民解放军成都军区西藏军事检察院
    - 中国人民解放军成都军区直属军事检察院

  - 中国人民武装警察部队军事检察院
    - 中国人民武装警察部队沈阳军事检察院（管辖黑龙江省、吉林省、辽宁省武警部队的案件）
    - 中国人民武装警察部队北京军事检察院（管辖北京市、天津市、河北省、山西省、内蒙古自治区武警部队的案件，以及武警总部直属单位的案件）
    - 中国人民武装警察部队西安军事检察院（管辖陕西省、甘肃省、宁夏回族自治区、青海省武警部队的案件）
    - 中国人民武装警察部队济南军事检察院（管辖山东省、河南省、安徽省、湖北省武警部队的案件）
    - 中国人民武装警察部队上海军事检察院（管辖上海市、江苏省、江西省、浙江省、福建省武警部队的案件）
    - 中国人民武装警察部队广州军事检察院（管辖湖南省、广东省、广西壮族自治区、海南省武警部队的案件）
    - 中国人民武装警察部队成都军事检察院（管辖四川省、重庆市、贵州省、云南省武警部队的案件）
    - 中国人民武装警察部队乌鲁木齐军事检察院
    - 中国人民武装警察部队拉萨军事检察院

  - 中国人民解放军总直属队军事检察院
  - 中国人民解放军总直属队第二军事检察院

注：中国人民解放军空军、中国人民解放军海军的基层军事检察院、基层军事法院是副师级单位，比其他基层军事检察院、基层军事法院的正团级级别高。